# Tomb Raider: Underworld
Tomb Raider: Underworld (în traducere Jefuitoarea de Morminte: Lumea de dincolo), cunoscut la început ca Tomb Raider 8 este al VIII-lea joc din seria Tomb Raider și al treilea joc produs de cei de la Crystal Dynamics. Povestea are loc imediat după Tomb Raider: Legenda.
Acțiunea se petrece în principal în Mexicul de Sud, în special în Chiapas unde Lara Croft deschide o poartă de teleportare între lumea ei (a celor vii) și Lumea Cealaltă (Underworld, lumea celor morți), Xibalba sau Locul Fricii, ce rămâne deschisă în cele cinci zile de Wayeb conform calendarului maiaș. Lara deschide o poartă de teleportare lângă un teren de joacă(???) maiaș pe care se făceau des sacrificii umane, maiașii crezând că acolo se află poartă către altă lume, respectiv lumea Xibalba. Lara poate vizita Marea Mediteraneană, Thailanda, Casa Larei și Marea Arctică, Marea Andaman, și în "locuri pe care oamenii nu le-au văzut de secole".
Natla revine în acest joc, dorind să ajungă în Avalon la portalul unde mama Larei se teleportase, pentru a pune mecanismul vechi de mii de ani în funcționare și pentru a controla lumea. Amanda se folosește de ideea Natlei din trecut de a-i crea o copie fidelă malefică Larei, care mai târziu s-ar întoarce împotriva propriului stăpân.
A fost anunțat în ianuarie 2008 că Tomb Raider: Underworld va fi lansat în al patrulea trimestru  (1 iulie 2008 – 30 septembrie 2008) al anului fiscal 2008, și nu în al treilea trimestru cum s-a planificat la început. Jocul a fost lansat în noiembrie 2008 și este valabil pentru PC, PlayStation și Xbox 360, și Wii.

## Producția
În noiembrie 2007, Eidos a înregistrat numele de domeniu, Tomb Raider Underworld, acest lucru confirma apariția unui nou joc și a numelui pe care viitorul joc îl va avea. În ianuarie 2008 revista Play oferă primele detalii despre joc. În 10 ianuarie 2008 a fost făcut anunțul oficial de către firma SCi, care deține firma Edios. Ei spuneau că jocul va fi lansat simultan pe toate platformele, nu mai târziu de Crăciunul din anul 2008.
Sentimentul de izolare, specific jocurilor clasice (cele produse de Core Design) revine în acest joc după ce Legend se folosea în permanență de comunicarea Larei cu echipa ei din Marea Britanie.